# إثيل فوينيتش
إثيل فوينيتش (بالإنجليزية: Ethel Voynich) (11 مايو 1864 في جمهورية أيرلندا - 27 يوليو 1960، نيويورك في الولايات المتحدة)؛ ملحنة، كاتِبة وروائية بريطانية.

## روابط خارجية
- إثيل فوينيتش على موقع IMDb (الإنجليزية)
- إثيل فوينيتش على موقع قاعدة بيانات الفيلم (الإنجليزية)